# شركة مول
شركة مول والمعروفة  أيضًا باسم مول جروب أو مجموعة مول هي شركة هنغارية متعددة الجنسيات للنفط والغاز. يقعُ مقرّ الشركة في بودابست، المجر. يشمل أعضاء مجموعة مول من بين آخرين شركة النفط والغاز الكرواتية السلوفاكية المملوكة للدولة سابقًا إينا وسولفنفط. مول جروب هي الشركة الأكثر ربحية في المجر، حيث حققت أرباحًا صافية بلغت 770 مليون دولار في عام 2019. كما تعد الشركة ثالث أكثر الشركات قيمة في وسط وشرق أوروبا، وقد حلَّت في المركز 402 في قائمة فورتشن غلوبال 500 لأكبر الشركات في العالم في عام 2013 مع عائدٍ يساوي خُمس الناتج المحلي الإجمالي للمجر في ذلك الوقت.
اعتبارًا من أكتوبر 2021، أصبحت مؤسسة مول نيو يوريب أكبر مساهم فيها بنسبة 10.49% متفوقةً على مؤسسة كورفينيس الجامعية مايكيناس ومؤسسة كلية مايكناس كورفنيس وكلاهما بنسبة 10%، وشركة عمان أويل بودابست بنسبة 7.14% وبنك أو تي بي وبنك أي أن جي بنسبة 4.9% و4.48% على التوالى. ما يقرب من 45% من الأسهم مطروحة للتداول الحر.
شركة مول متكاملة رأسيًا وتنشطُ في كل مجال من مجالات صناعة النفط والغاز، بما في ذلك التنقيب والإنتاج والتكرير والتوزيع والتسويق والبتروكيماويات وتوليد الطاقة والتجارة والتجزئة. تنشطُ مول جروب اعتبارًا من عام 2021 في أكثر من 30 دولة حول العالم، وتوظف حوالي 25.000 شخصًا ولديها 2000 محطة خدمة في تسع دول تتمركزُ بشكلٍ رئيسي في وسط وشرق أوروبا تحت ست علامات تجارية، كما تُعتَبر شركة رائدة في السوق في المجر وسلوفاكيا وكرواتيا والبوسنة والهرسك. عمليات مول النهائية في وسط شرق أوروبا تصنع وتبيع منتجات مثل الوقود وزيوت التشحيم والمواد المضافة والبتروكيماويات. أهم مناطق عمليات الشركة هي وسط وشرق أوروباوجنوب أوروبا وبحر الشمال والشرق الأوسط وأفريقيا وباكستان وروسياوكازاخستان.
لدى مول قائمة رئيسية في بورصة بودابست وهي مكونة من مؤشر (BUX). بلغت القيمة السوقية للشركة في تشرين الأول/أكتوبر 2021 ما مجموعهُ 6 مليار دولار وهي ثاني أكبر شركة مدرجَة في بورصة بودابست، كما لدى الشركة قائمة ثانوية في بورصة وارسو للأوراق المالية.

## وصلات خارجية
- الموقع الرسمي
- الموقع الرسمي بالانجليزية